# Santuario de la Virgen de la Nube
El Santuario de la Virgen de la Nube, más conocido como Santuario Franciscano que pertenece a la diócesis de Azogues, se ubica en la parte oriental de la ciudad ecuatoriana de Azogues, capital de la provincia de Cañar, construida entre 1912 y 1954. Es una iglesia de singular y hermosa construcción que data desde la  época Republicana, toda su estructura al igual que sus escalinatas fueron elaboradas con piedra labrada del cerro Abuga. El Altar Mayor del santuario está totalmente tallado en madera fina, cubierta con pan de oro. En la parte céntrica de éste se encuentra la imagen de la Virgen de la Nube.
El Santuario de la Virgen de la Nube, monumental construcción de piedra  se destaca en la parte más alta de la ciudad, es un referente arquitectónico-religioso y motivo de una de las más extraordinarias romerías regionales.

## Historia
La advocación de la Virgen Santísima de la Nube se originó en la ciudad de Quito en el año de 1696, en torno a una manifestación de la Virgen María, cuya imagen se formó (según los testimonios) de las nubes del cielo. 
La imagen milagrosa que, actualmente, se venera en su Santuario fue labrada por el artista cuencano Don Daniel Alvarado Bermeo en el año de 1899.
El Santuario fue construido en base de mingas, según las crónicas redactadas por Fr. José María Idígoras se llegó a reunir hasta casi 200 personas por minga. Pasados los años esta fraternidad fue elevada a guardianía el 17 de septiembre de 1919.
Para incrementar la devoción de nuestra Señora de la Nube se crearon los COROS de la Virgen compuestos de 30 familias cada uno. En 1927 existían según las crónicas 21 Coros.
El 24 de octubre de 1965 la comunidad de los padres Franciscanos de Azogues solicitó el decreto de canonización de la 'Virgen de la Nube'. El acto en el que la iglesia católica permite el culto público y donde se asigna una fiesta litúrgica en honor a la imagen así como su poder de intercesión ante Dios se llevó a cabo el 1 de enero de 1967.
El 27 de julio de 1971, la mitad del templo fue seriamente afectado por un letal terremoto que tuviera el epicentro el sur-oriente del Ecuador, cuyos efectos se sintieron fuertes en gran parte del noroeste de Sudamérica, de la que se desmoronara un gran muro que servia de protección al santuario y de la que se tuvo que restaurar dicho muro de contención.

## Fiesta de la Virgen de la Nube

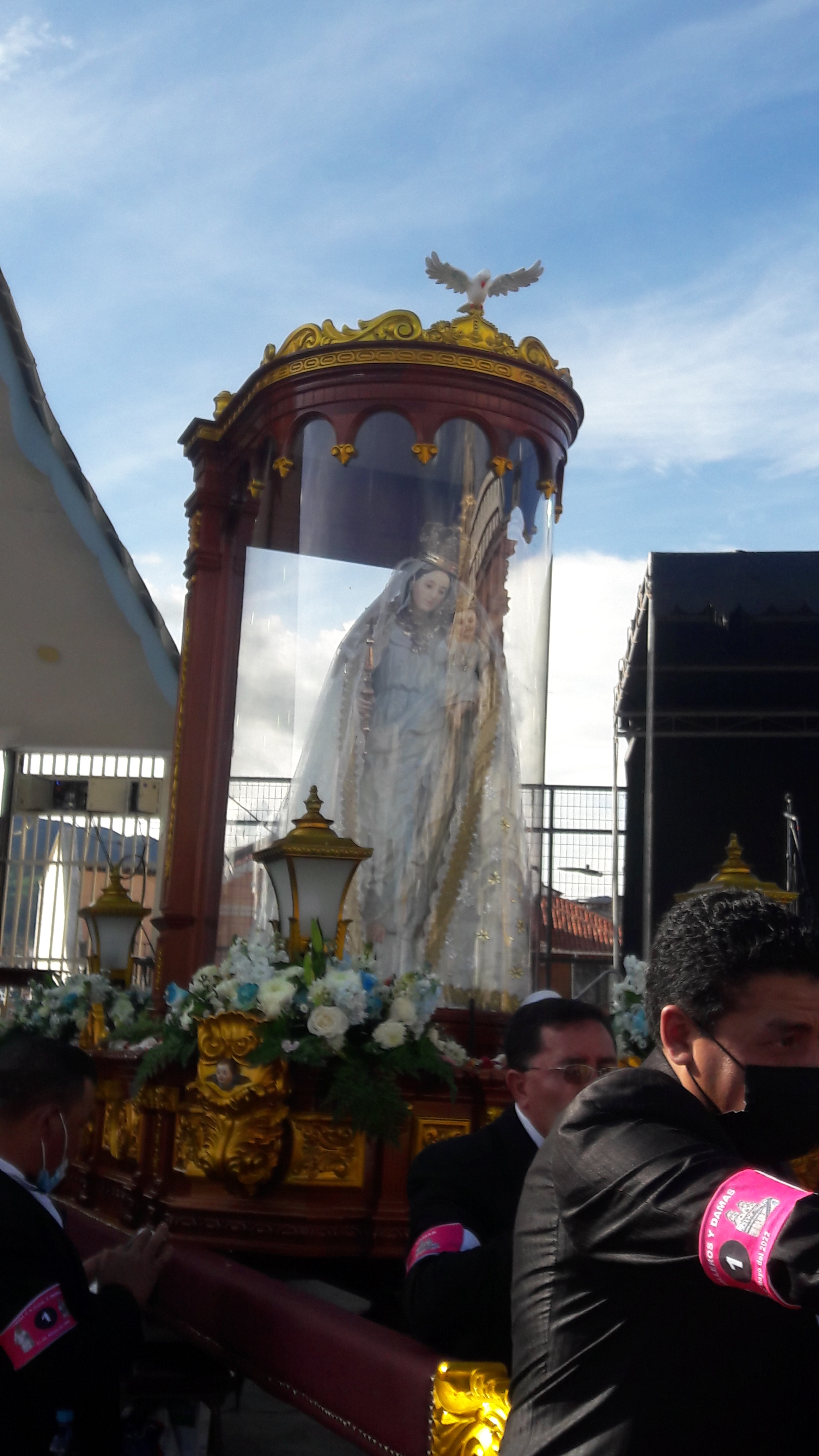
La Virgen de la Nube en el momento de la procesión del 31 de mayo de 2022

La tradicional Fiesta de la Virgen de la Nube se celebra el 1 de enero de cada año, y el 31 de mayo se hace una procesión en su honor. A las peregrinaciones asisten aproximadamente 40 000 fieles de todo el país y turistas.
El 1 de enero, día de la fiesta de la Virgen de la Nube de cada año, grupos de sacerdotes de todos los conventos acuden a brindar ayuda a los religiosos de esa fraternidad para satisfacer las demandas espirituales de las innumerables caravanas de peregrinos que acuden a rendirle un homenaje de amor a la Virgen de la Nube.

## Cerro Abuga en honor a la Virgen
El Cerro Abuga Abuga (Abgna) fue un volcán de los tiempos del mesozoico y el cuaternario por lo que el cerro es de origen volcánico. Ubicado a una altitud de 3.077 metros sobre el nivel del mar y a una distancia de dos kilómetros del centro urbano de Azogues, permite una visión panorámica del Cantón en todas las direcciones. 

La Orden Franciscana inauguró el proyecto "Construcción de la Virgen" en septiembre del año 2010, que mide 25 metros de alto, pesa 350 toneladas y está revestida por más de 500 piezas de aluminio. La obra costó más de un millón de dólares.

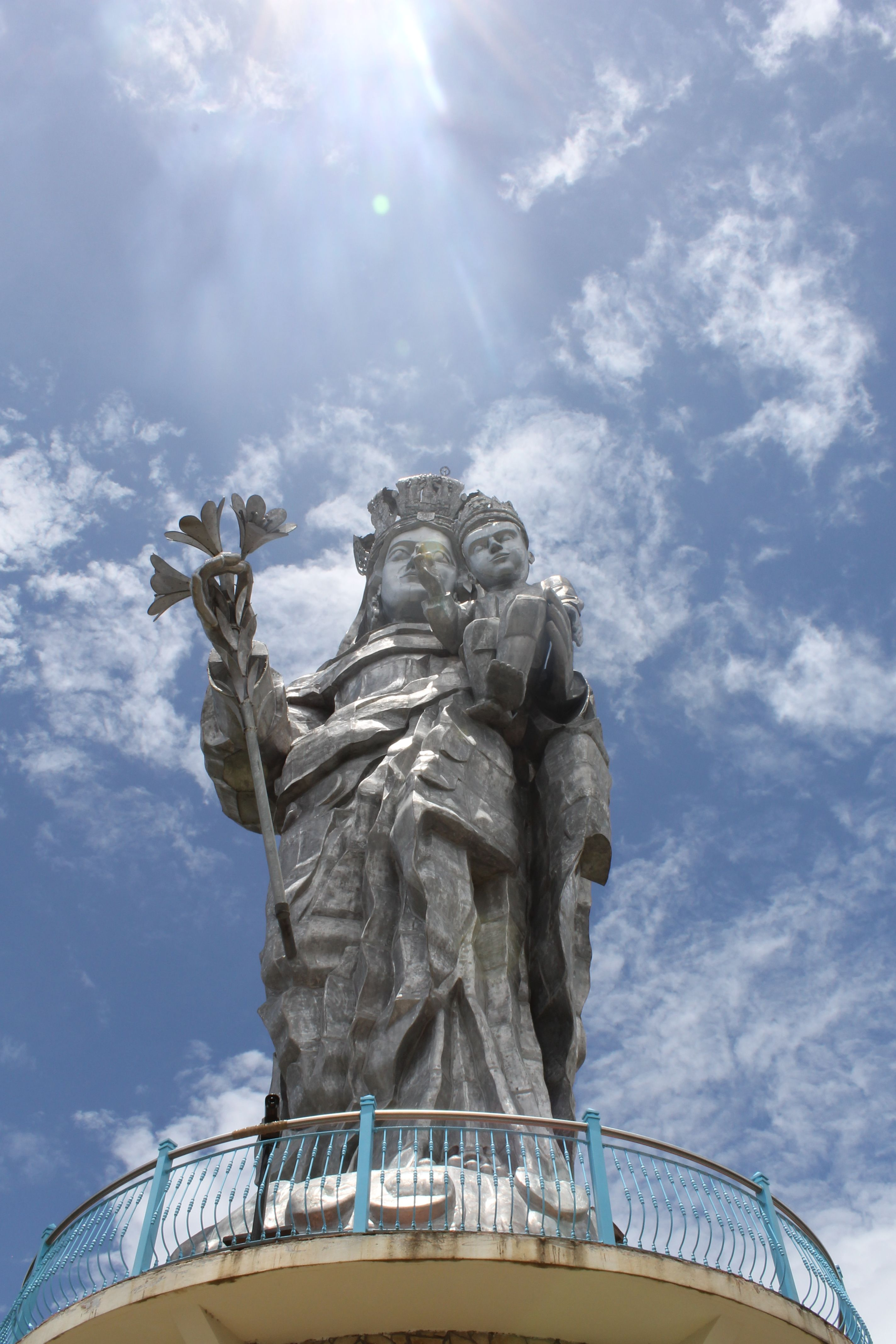
Virgen de la Nube

A lo largo del camino a la cima del cerro que lleva al Monumento Nuestra Señora de la Nube, al costado derecho, están colocadas imágenes de las estaciones de la Pasión de Jesús, facilitando el rezo del rosario de los feligreses.
Cada 1 de enero son miles de devotos que comparten al inicio del cada año el día dedicado a la Virgen de la Nube, e iniciar así un nuevo año lleno de esperanza y felicidad.

### Descripción de la Virgen
La imagen de la Virgen María, se presenta como una reina:
- En su mano derecha sujeta un cetro;

- La azucena representa su coraza
- El olivo su fruto, símbolo de su vinculación con Israel;

- Su brazo izquierdo sostiene al Niño Jesús que lleva al mundo en sus manos.

- Le sirve de pedestal la luna y las nubes.[7]

## Leyenda

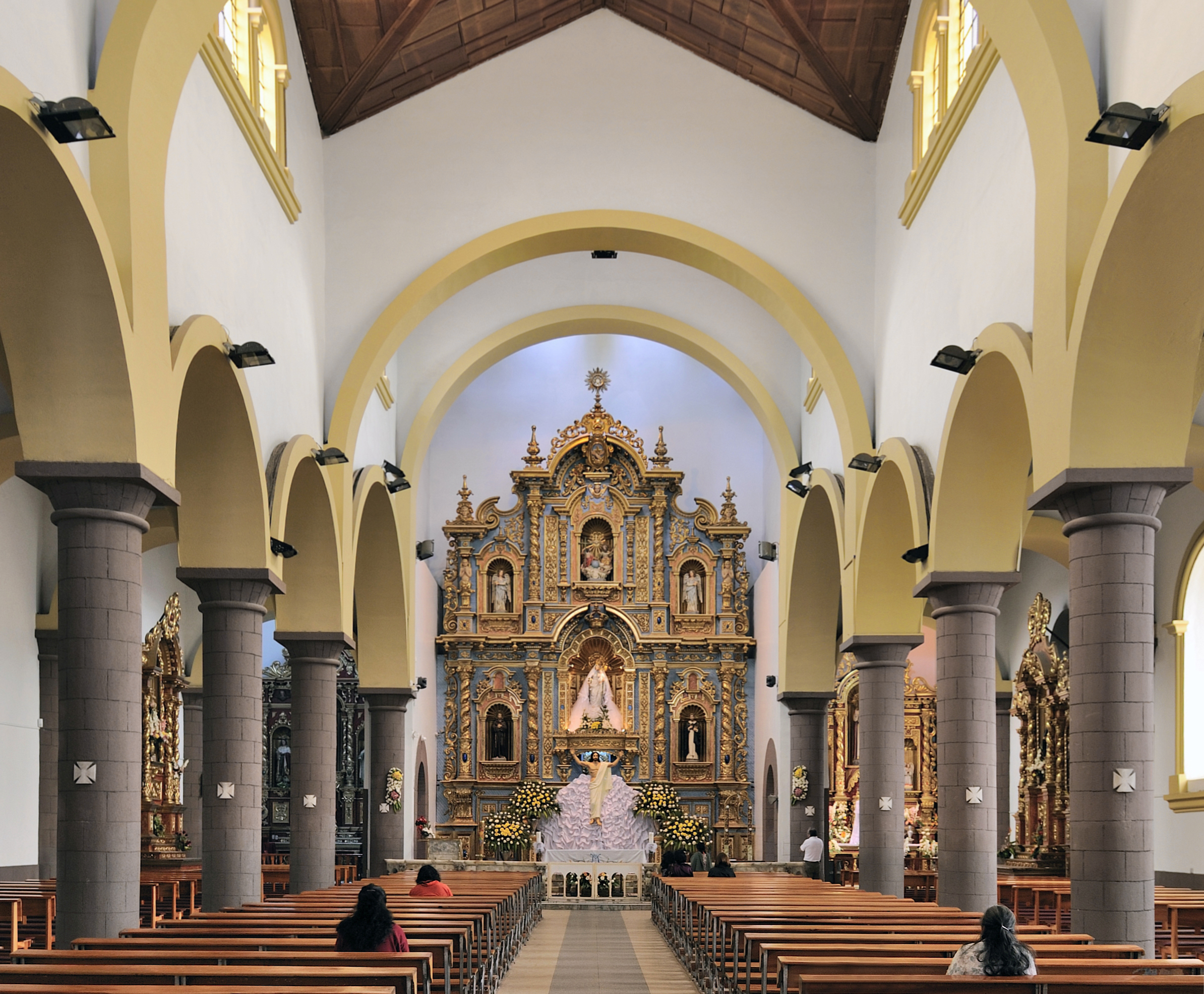
Interior

La historia de esta devoción a la Virgen proviene de la colonia, cuando en Quito enfermó el obispo Sancho de Andrade y Figueroa (1696) y ante las oraciones que realizaban los fieles por su curación apareció en el cielo, entre Guápulo y el Quinche, una imagen de la Virgen María apoyada sobre una blanca nube.
Desde entonces, el pueblo católico del Ecuador rinde su tributo de amor a María, con la advocación de Virgen de la Nube. Este homenaje se cumple al iniciar el año, cada primero de enero  miles de creyentes del país y del exterior llegan a la ciudad de Azogues para venerar y participar de todos los actos religiosos preparados por los Frailes Franciscanos, entre los que se destaca la procesión por las calles principales de la ciudad,  que a más de ser un acto de fe se ha convertido en un atractivo turístico.

## Galería

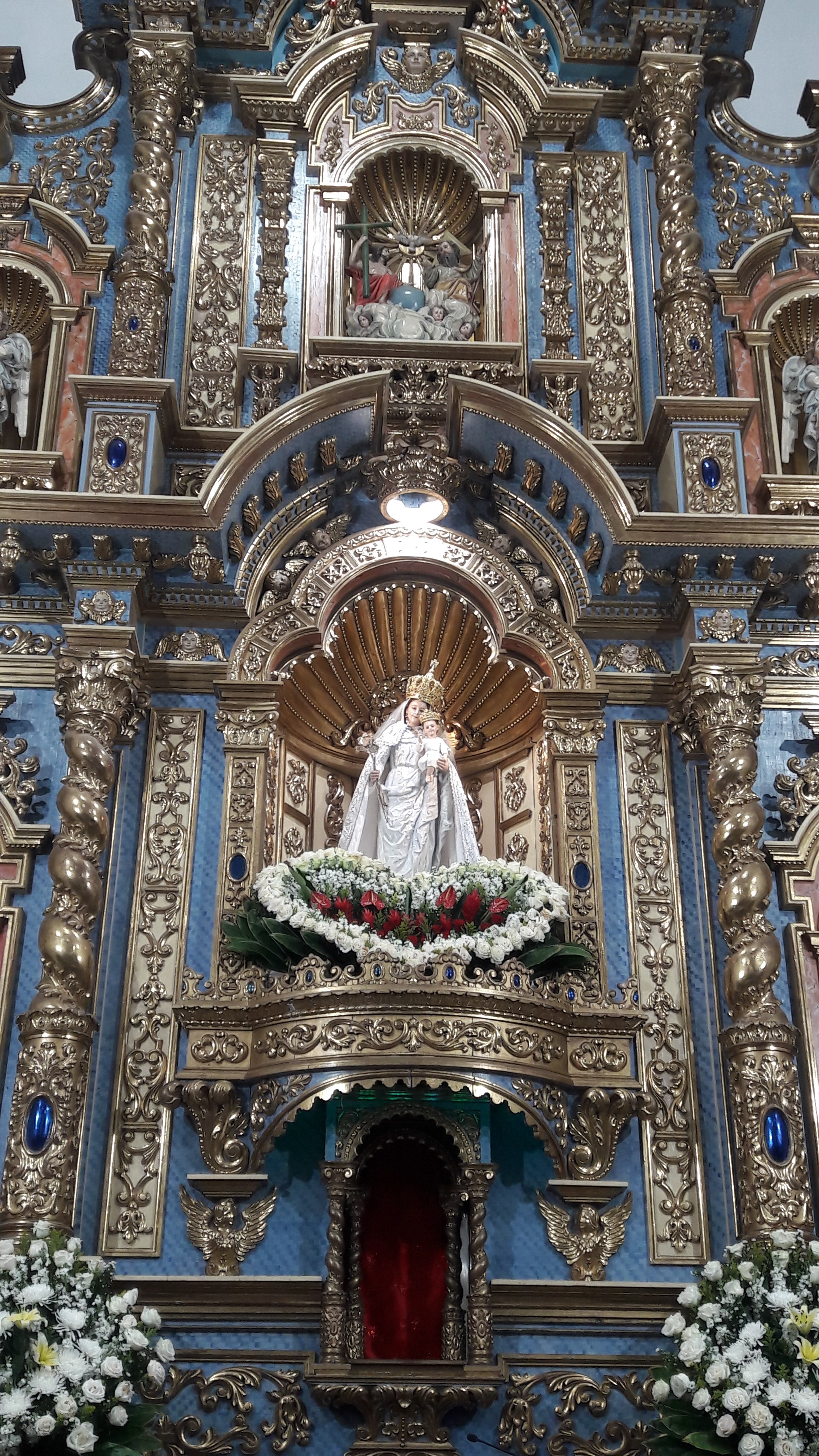
El Altar de la Virgen de la Nube
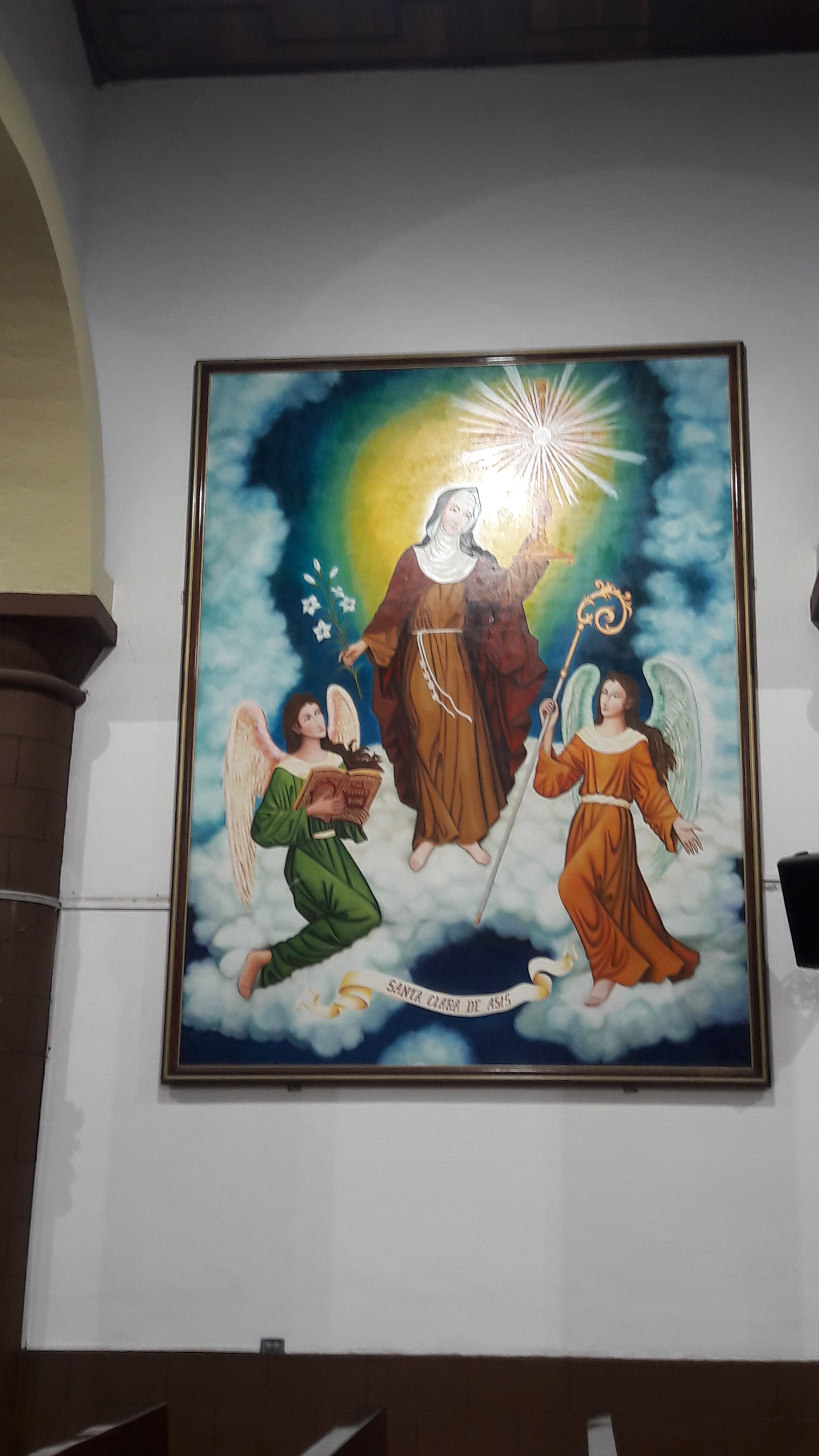
Santa Clara de Asis
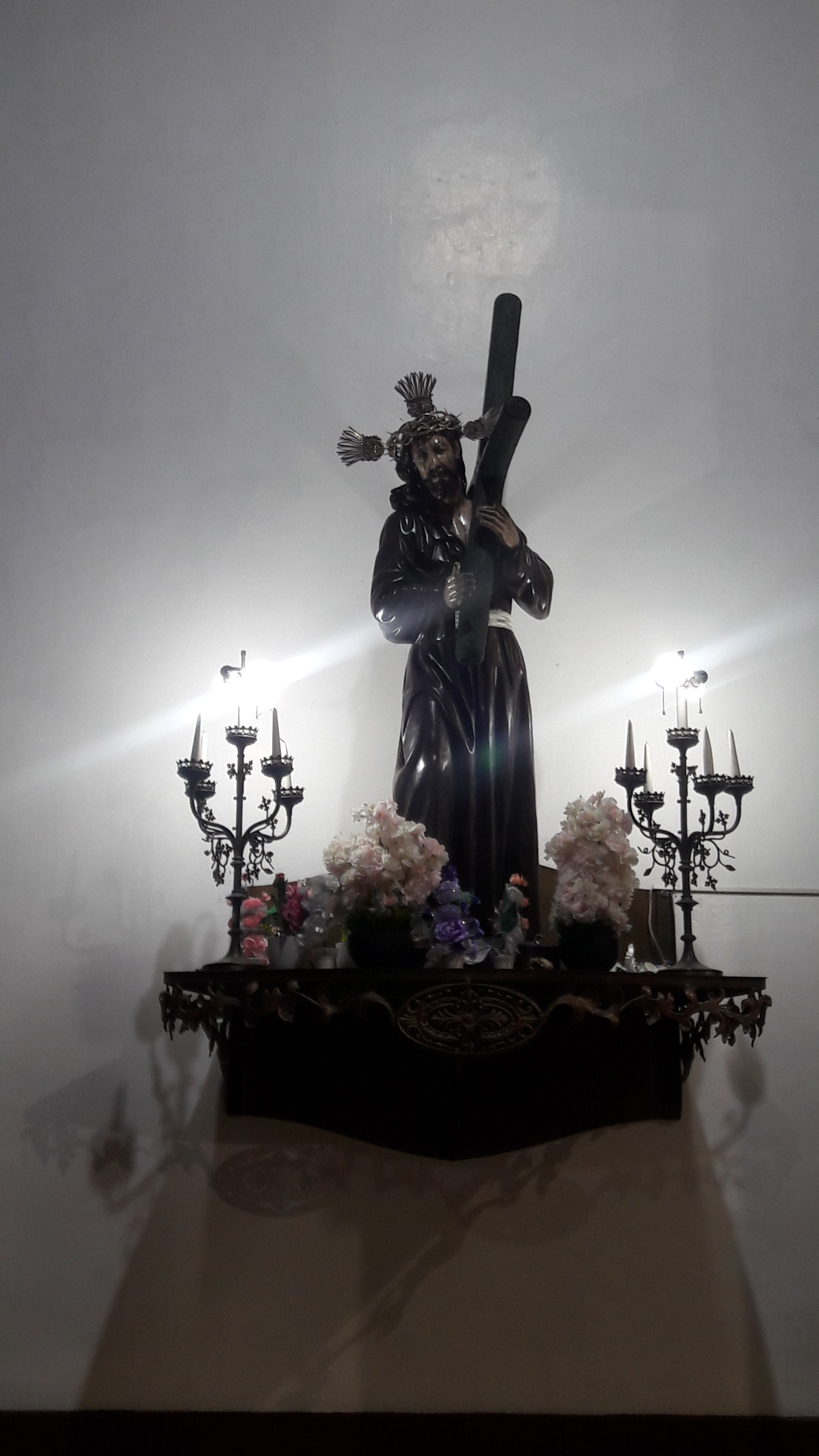
Jesús del Gran Poder sostenido en un altar
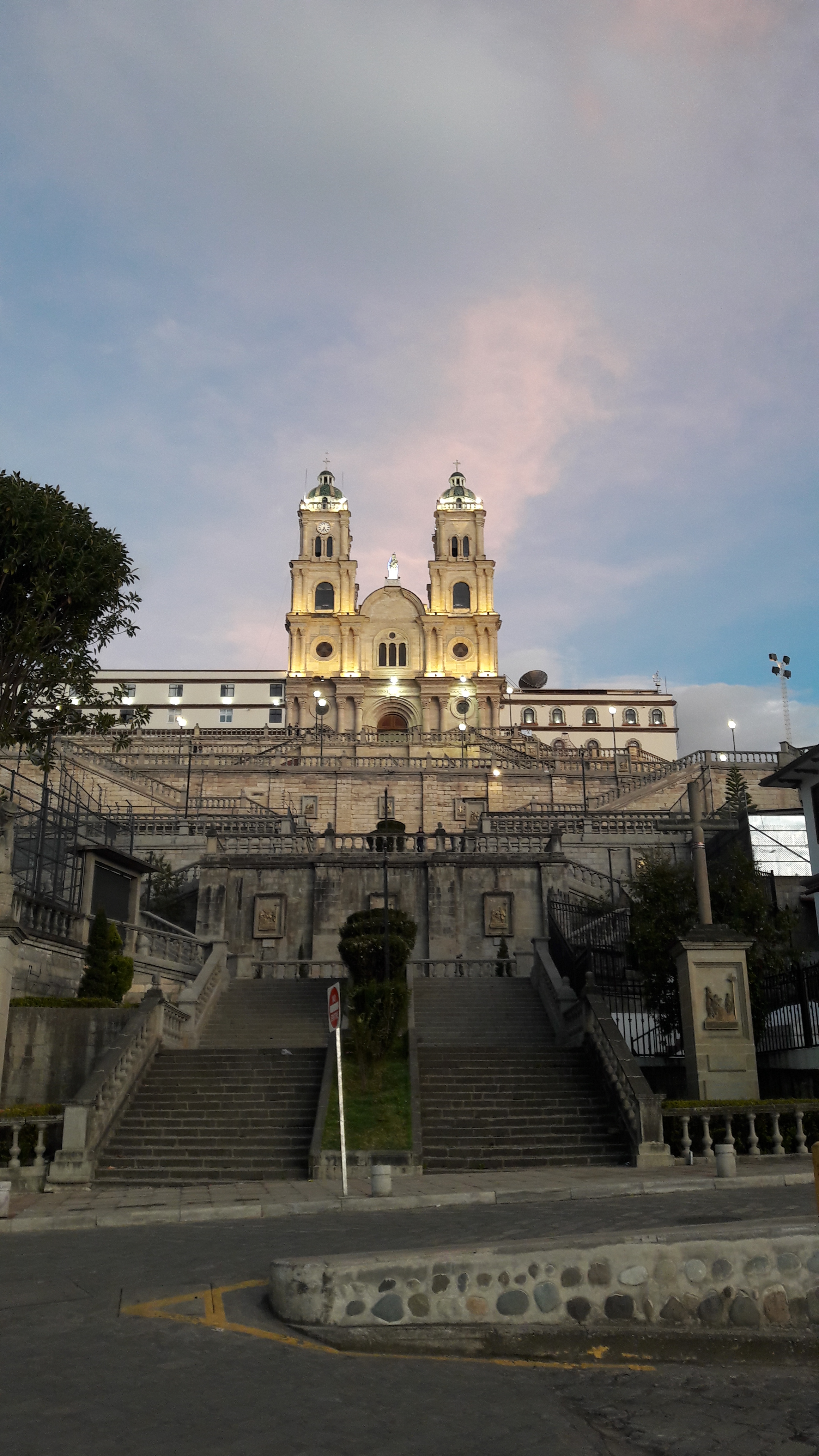
Santuario